# قياس (منطق)
القياس المنطقي قول مؤلف من قضايا إذا سلمت لزم عنها لذاتها قول آخر، كقولنا: العالم متغير، وكل متغير حادث، فإنه قول مركب من قضيتين إذا سلمتا لزم عنهما لذاتهما: العالم حادث.
في الشكل البدائي الذي عرفه أرسطو هو عبارة عن تركيب من الجمل (المقدمة الكبرى) ومجموعة من الجمل (المقدمات الصغرى) تليها الخاتمة أو النتائج على سبيل المثال:
- كل إنسان فان ---> المقدمة الكبرى
- زيد إنسان ---> المقدمة الصغرى
- زيد فان ---> النتيجة

وقد عرف أرسطو القياس بأنه "هو الحوار الذي يفترض فيه أشياء محددة (القضايا) إذا صحت هذه القضايا لزم عنها قول آخر".